# Валле-Кастеллана
Валле-Кастеллана (італ. Valle Castellana) — муніципалітет в Італії, у регіоні Абруццо,  провінція Терамо.
Валле-Кастеллана розташоване на відстані близько 130 км на північний схід від Рима, 45 км на північ від Л'Аквіли, 20 км на північний захід від Терамо.
Населення — 878 осіб (2021),.
Щорічний фестиваль відбувається 25 березня. Покровитель — Maria Santissima Annunziata.

## Демографія
Населення за роками:

Станом на 1 січня 2023 року в муніципалітеті офіційно проживало 40 іноземців з 10 країн, серед них 32 громадяни країн Євросоюзу та 1 громадянин України.

## Сусідні муніципалітети
- Аккумолі
- Аккуасанта-Терме
- Аматриче
- Аркуата-дель-Тронто
- Асколі-Пічено
- Камплі
- Чивітелла-дель-Тронто
- Рокка-Санта-Марія
- Торричелла-Сікура